# Корівниця
Корівниця (Musca autumnalis) — вид мух, шкідник великої рогатої худоби та коней.

## Поширення
Вид поширений на більшій частині Європи, Середньої Азії, півночі Індії, Пакистану, Китаю та деяких районах Північної Африки. У 1940-х роках завезений до Північної Америки, де поширився від півдня Канади до помірних частин Сполучених Штатів. Він також був занесений на острів Святої Єлени в південній Атлантиці.

## Опис
Корівниця схожа на кімнатну муху, але трохи більша, в середньому близько 7-8 мм завдовжки, сірого кольору з чотирма темними смугами на грудях. У самиць черево із сіро-чорним малюнком, у самців черевце блідо-помаранчеве з чорною повздожньою смугою посередині.

## Спосіб життя
Дорослі мухи з'являються після зимової сплячки приблизно в березні — на початку квітня. Активні вдень Вони харчуються гнійними та рослинними соками. Також вони трапляються навколо морд худоби, де вони харчуються виділеннями очей, носа і рота, а також кров'ю з ран, залишених ґедзями. Вночі корівниці відпочивають на рослинності, а також у хлівах та коморах.
Самиці відкладають яйця на свіжий коров'ячий гній. Вони вилуплюються через декілька годин. Жовтувато-білі опариші харчуються мікробною флорою і фауною гною і проходять три стадії личинок, виростаючи приблизно до 12 мм в довжину, а потім перетворюючись на білих лялечок. Цикл розвитку від яйця до імаго триває 10-20 днів, залежно від температури.

## Шкідливість
Корівниця є переносником личинок очних черв'яків Thelazia rhodesi та Thelazia gulosa, які живуть у слізних протоках великої рогатої худоби та коней. Личинки перетворюються у дорослих нематод, спричиняючи захворювання телазіоз. Зрідка фіксуються також інфікування людей.